# Miguel Samper
Pour les articles homonymes, voir Samper.
Miguel Samper Agudelo né à Guadas, Cundinamarca, le 24 octobre 1825, et mort à Anapoima, dans le même département, le 16 mars 1899, était un avocat, homme politique et chef d'entreprise colombien. Il a été candidat du Parti Libéral à la présidence de Colombie en 1898 et Ministre des Finances à deux reprises.

## Biographie
Miguel Samper Agudelo est né à Guaduas le 24 octobre 1825 et était le fils de José Maria Samber Blanco et de Tomasa Agudelo Tafur. Les membres de sa famille, ayant une grande influence politique, économique et journalistique dans la Colombie de la fin du XIXe siècle, se distinguent dans la vie civile comme commerçants agricoles, établissant le centre de leurs activités dans la région de Tolima pendant plusieurs années. Son frère José Maria Samper et ses beaux-frères, Acosta de Samper et Manuel Ancízar sont écrivains, journalistes et poètes. Miguel Samper Agudelo est élevé par José María Groot et entre ensuite à l’École de Saint Bartolomé où il étudie le droit civil et canonique. Il obtient son doctorat en Droit en 1844 et reçoit le titre d'avocat en 1846. 
En 1849, il est élu à la Chambre des Représentants, d'où il commence à exposer toute sa théorie économique, controversée pour son important angle social.  Il se marie le 4 mai 1851 avec María Teresa Brush y Domínguez, qui est la fille d'un homme anglais. Ensemble ils ont dix enfants, dont les célèbres frères Samper Brush, qui devinrent deux des plus grands promoteurs d'entreprise en Colombie pendant les premières décennies du XXe siècle.
En 1858 il se radicalise complètement à Bogotá, et consacre son temps à diffuser ses idées à travers le journalisme, lui permettant à deux occasions d'être désigné Secrétaire (aujourd'hui ministre) des Finances : en 1868 avec le président Santos Gutiérrez et en 1882 avec le président Francisco Javier Zaldúa. Même s'il n'exerce pas trop de charges publiques, à cause de la polémique que pourrait découler de son éventuelle nomination, Samper influence les décisions de politique économique des gouvernements libéraux pendant plusieurs années, plus particulièrement comme conseiller des gouvernements du Président Tomás Cipriano de Mosquera.
En 1898, déjà retiré de l'activité politique, journalistique et académique, Samper est appelé par le Parti Libéral, grâce à son prestige comme idéologue, pour être candidat à la Présidence de la République, mais il est battu pas le conservateur Manuel Antonio Sanclemente.
Il est le trisaïeul de l'es-Président Ernesto Samper.